# Biaix de gènere a la Viquipèdia

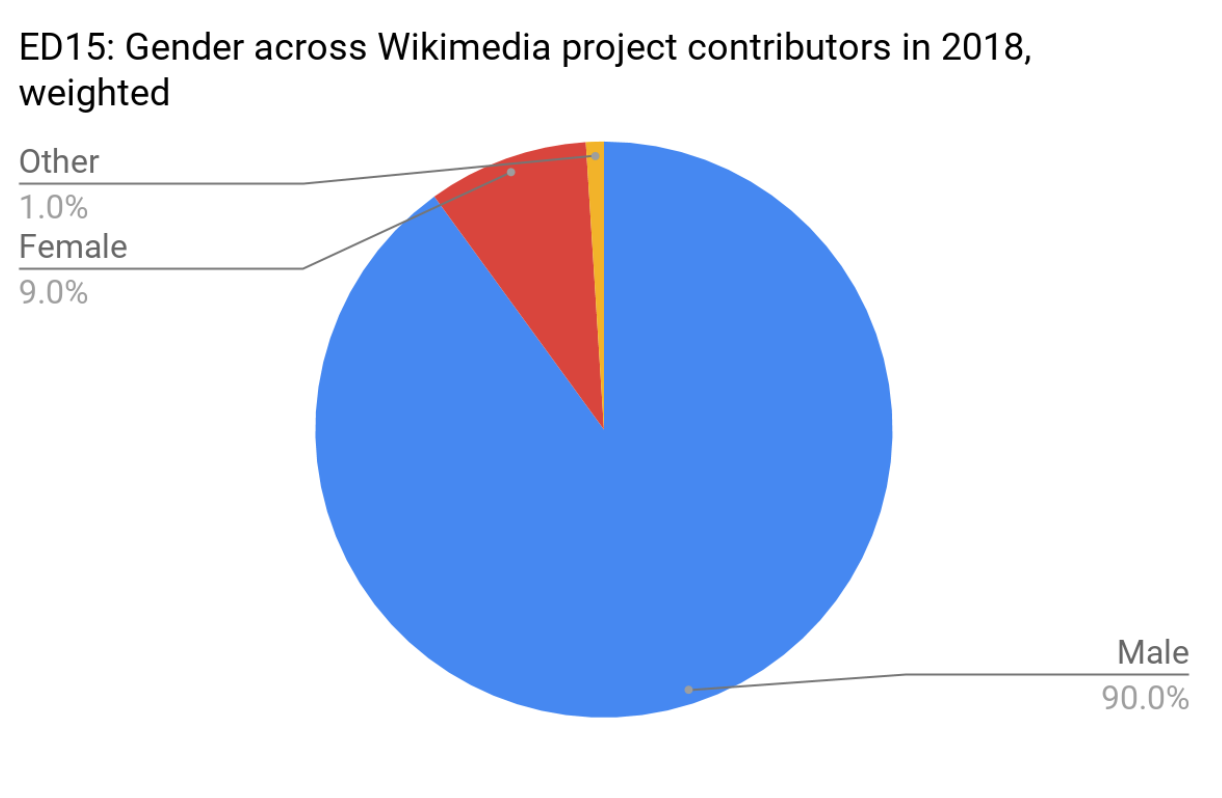
Enquesta sobre qui edita la Viquipèdia en el seu conjunt d'idiomes, feta per la Fundació Wikimedia el 2018.

La discriminació de gènere a la Viquipèdia o biaix de gènere es refereix al fet que —segons diverses estadístiques i enquestes— entre el 84 i el 91 per cent dels editors de la Viquipèdia en diversos idiomes són homes, la qual cosa pot comportar un biaix sistèmic. Aquest biaix és una de les crítiques al projecte, tot i que aquest ofereix una participació lliure, ja que la pròpia enciclopèdia no recluta ni remunera els seus editors. La comunitat de la Viquipèdia ha reconegut la situació i ha llançat diverses iniciatives per reduir el biaix. L'agost de 2014, el cofundador de Viquipèdia Jimmy Wales va anunciar en una entrevista a la BBC els plans de la fundació per reduir aquest biaix de gènere a la Fundació Wikimedia. Wales va dir que la fundació es plantejava més recerca i canvis en el programari.

## Resultats dels estudis
Si bé no hi ha estudis acadèmics sobre la versió en català, diverses enquestes han indicat que una minoria —entre aproximadament 8.5 i 16 per cent— dels qui editen a la Viquipèdia (en la suma de diversos idiomes) són dones. Per tant, la Viquipèdia ha estat criticada per acadèmics i periodistes per tenir principalment contribuïdors masculins, i per tenir menys quantitat d'articles sobre dones o temes importants per a elles, a més que aquest articles són més breus. El New York Times va apuntar que l'índex de participació de les dones a la Viquipèdia pot estar en línia amb la seva participació en altres «fòrums públics de lideratge i pensament». El 2009, una enquesta de la Fundació Wikimedia va revelar que només el 6% dels qui van editar més de 500 articles eren dones.
En 2010, la United Nations University - Maastricht Economic and Social Research Institute on Innovation and Technology (UNU-MERIT) va presentar conjuntament un resum dels resultats d'una enquesta global sobre Viquipèdia. Aquesta enquesta indicava que menys del 13% dels qui editaven eren dones. Sue Gardner, la llavors directora de la fundació, va afirmar que incrementar la diversitat era una manera de fer l'enciclopèdia «tan bona com podria ser». Els factors que se citaven com a possibles efectes descoratjadors pels quals les dones no editen són que han de fer-ho en un «camp d'obsessió per les dades», associar-se amb «una multitud de hackers de difícil tracte» i la necessitat de «dependre davant de cada dificultat de persones altament conflictives, fins i tot misògines». El 2013, els resultats de l'enquesta van ser desafiats per Hill i Shaw, els qui van usar tècniques correctives d'estimacions per suggerir correccions ascendents sobre les dades de l'enquesta i van recomanar actualitzar les estadístiques, assenyalant que hi havia un 22.7% de dones adultes editores als Estats Units i un 16.% en el total.

La majoria dels editors enquestats a la Wikipedia eren homes. (Dada d'una enquesta de 2011 de Fundació Wikimedia)

El febrer de 2011, el diari The Times va continuar publicant una sèrie d'opinions sota el títol «On són les dones a la Viquipèdia?» Susan C. Herrin, una professora de ciències de la informació i lingüística, va dir que li sorprenia el biaix de gènere dels qui contribueixen a la Viquipèdia, i que la sovint polèmica pàgina de discussió de cada article de Viquipèdia, on els continguts són discutits, és poc agradable per a moltes dones, «si no completament intimidatòria». Joseph M. Reagle va reaccionar de manera semblant, dient que la combinació d'una «cultura d'elitisme hacker», combinada amb l'efecte desproporcionat que provoquen membres altament conflictius (una minoria) en l'atmosfera de la comunitat pot fer de la Viquipèdia un lloc poc atractiu.
La revista International Journal of Communication va publicar una recerca realitzada per Reagle i Lauren Rhue que examinava la cobertura, la representació de gènere i l'extensió d'article de milers de biografies en la Viquipèdia en llengua anglesa i l'Enciclopèdia Britànica. Van concloure que a la Viquipèdia hi ha més biografies que a la Britànica, però sobretot a la Viquipèdia hi havia més biografies d'homes. De manera semblant, es podria dir que la Britànica està més equilibrada en comparació del que falta per cobrir a la Viquipèdia. Per a tots dos treballs de referència, la longitud d'article no diferia de manera consistent si es comparava per gènere.
L'abril de 2011, la Fundació Wikimedia va organitzar una primera enquesta de Viquipèdia semianual. Aquesta suggeria que només el 9% dels qui editen Viquipèdia eren dones. També informava que, «contràriament a la percepció d'alguns, les nostres dades mostren que són molt poques editores les que senten que han estat assetjades, i molt pocs senten que la Viquipèdia és un entorn sexualizat». Així i tot, l'octubre de 2011, una col·laboració presentada en l'International Symposium on Wikis and Open Collaboration va trobar proves que suggerien que la Viquipèdia podia tenir «… una cultura que pot ser reticent a la participació de les dones».
Un estudi publicat el 2014 va trobar que hi ha també un «buit d'habilitats d'Internet» respecte als editors de la Viquipèdia. Els autors van descobrir que els col·laboradors més habituals de la Viquipèdia són homes amb grans habilitats i que el «biaix d'habilitats» engrandeix el biaix de gènere entre editors.
L'octubre de 2017 es va dur a terme un estudi de la Viquipèdia en castellà, estimant-ne el percentatge d'editores en uns 11,3%. En català, tot i no haver-hi dades acadèmiques que puguin confirmar o desmentir aquesta xifra, el sondeig anual intern n'aproximava la xifra al 14,7% (sumant dones cisgènere i dones transgènere.

## Possibles causes
S'han proposat diverses causes per a aquesta disparitat de gènere. La investigadora Sarah Stierch va recordar que és «bastant comú» per als qui col·laboren a la Viquipèdia no declarar el seu gènere. Una cultura tòxica i la tolerància del llenguatge violent i abusiu també són raons que posen de manifest el biaix de gènere. Les causes del biaix de gènere a la Viquipèdia han estat assenyalades com un impediment per atreure i retenir editores, d'acord amb un estudi de 2013, fet que comporta un impacte negatiu en la cobertura de Viquipèdia.
L'exdirectora de la Fundació Wikimedia Sue Gardner proporciona nou raons, recollides entre editores de Viquipèdia, en l'article «Per què les dones no editen a la Viquipèdia».
1. Una manca d'amabilitat amb l'usuari en la interfície que presenta la Viquipèdia per editar;
2. No disposar de suficient temps lliure;
3. Una manca de confiança en si mateixa;
4. L'aversió al conflicte i desinterès a participar en llargues guerres d'edicions;
5. La creença que les pròpies contribucions seran revertides o eliminades;
6. Algunes troben l'atmosfera global de Viquipèdia misògina;
7. La cultura de Viquipèdia és sexual en formes que troben desagradables;
8. Que es dirigeixin a elles com si fossin homes és desagradable per a les dones que la primera llengua de les quals té gènere gramatical;
9. Les dones tenen menors oportunitats que en altres llocs per crear relacions socials i trobar un to acollidor.

També s'ha suggerit que a la Viquipèdia pot haver-hi una cultura que no és inclusiva per a les dones, la qual pot ser a causa a la disparitat en la representació i l'edició de continguts entre homes i dones, la tendència de les editores a ser més actives en aspectes socials i comunitaris de la Viquipèdia, un augment de la probabilitat que les edicions fetes per dones siguin revertides i/o que els articles amb més proporció d'editores siguin més polèmics.
El juliol de 2014, la Fundació Nacional de Ciència va anunciar que invertiria 200.000 dòlars per estudiar el biaix de gènere sistemàtic de la Viquipèdia. L'estudi està dirigit per Julia Adams i Hannah Brueckner.

## Propostes per a solucionar-ho
- S'han organitzat viquimaratons de temàtica feminista per intentar promoure que més dones editin a la Viquipèdia.[23] Molts d'aquests esdeveniments han estat recolzats per la Fundació Wikimedia, la qual de vegades proporciona mentors i tecnologia per ajudar i guiar a noves editores durant el procés. Viquimaratons recents s'han enfocat concretament en temes com les neurocientífiques australianes o les dones en la història del poble jueu.[24]
- La Fundació Wikimedia ha creat l'editor visual amb l'objectiu de disminuir aquest biaix de gènere.[25][26]
- Systers és una xarxa de correu electrònic per a dones que ajuda en tasques tecnològiques i ha publicat un article en el qual s'insta a les dones a multiplicar els seus esforços per editar.[27]
- Un document publicat per Morgan i Walls va estudiar l'ús eficaç de la «Wikipedia Teahouse» per presentar un entorn amigable amb l'usuari per a la col·laboració en línia d'editores a la Viquipèdia.[28]
- El 2015 es va proposar una iniciativa per crear a la Viquipèdia un «espai només per a editores» la qual cosa no va prosperar per una oposició ferma del col·lectiu viquipedista.[29]
- Wikifemhackcr és un viquimarató mensual celebrat a Costa Rica (des d'abril del 2016), amb la finalitat de visibilitzar les dones costa-riquenyes que han tingut un paper protagonista tant en diferents àrees del saber com en la història.[30] El projecte té per objectiu crear i millorar articles dedicats a dones costa-riquenyes i traduir articles rellevants[31] per tal d'augmentar la visibilitat de les dones a la Wikipedia,[32] reduir el biaix informatiu[33][34] i augmentar el nombre de dones editores que el 2016 només eren uns 13%.[35][36] El primer #wikifemhackcr es va celebrar el dimecres 27 d'abril del 2016 a la Inventoría San Pedro amb 25 participants. D'aquesta primera trobada es va generar un pòster informatiu que va ser presentat a les Jornades Radicalment Feministes (Barcelona, 2016). El setembre ja va celebrar la 6a edició.[37]